# Referendum per l'indipendenza
Un referendum sull'indipendenza è un tipo di referendum in cui i cittadini di un territorio, generalmente rappresentanti una minoranza all'interno dello stato di appartenenza, decidono, concordando con lo Stato, se il territorio debba diventare uno stato sovrano indipendente attraverso un processo di secessione. Un referendum sull'indipendenza non sempre porta all'indipendenza.

## Processo
Un referendum per l'indipendenza di solito nasce dopo il successo politico da parte di movimenti politici nazionalisti, separatisti o secessionisti di un territorio circoscritto all'interno di uno stato sovrano. I negoziati per i termini di un referendum sull'indipendenza possono aver luogo tra i nazionalisti e il governo centrale che esercita la sovranità sul territorio. Se i termini vengono concordati dalle due entità, allora il referendum sull'indipendenza può essere tenuto con risultato vincolante e rispettato dalla comunità internazionale. I referendum sull'indipendenza devono essere tenuti col consenso dei governi, ma alcuni vengono eseguiti in maniera illegale e i loro risultati sono solitamente ignorati dalla comunità internazionale. L'unico caso in cui un referendum illegale abbia portato alla creazione di uno nuovo Stato sovrano è quello per l'indipendenza del Kosovo dalla Serbia nel 2008.
Varie questioni possono essere discusse nei negoziati, come la data e il calendario del sondaggio, così come l'eleggibilità degli elettori. Per questi casi, la pratica elettorale comune è spesso ampiamente utilizzata, anche se possono esserci delle deviazioni, come visto con l'abbassamento dell'età del voto per il referendum sull'indipendenza scozzese del 2014.
Tra le altre questioni da negoziare figura spesso la forma con cui viene posto il quesito referendario, possono infatti essere offerte alternative di maggiore autonomia o di mantenimento dello status quo. Nei negoziati viene anche affrontato il livello di approvazione che rende il risultato referendario vincolante all'avvio della secessione. Per alcuni referendum sull'indipendenza è necessaria una maggioranza semplice mentre in altri casi, è possibile utilizzare una determinata percentuale per essere vincolante.

### Sviluppi
Nel caso di voto favorevole per l'indipendenza, e riconoscimento della validità da parte dello stato sovrano, potrebbero esserci negoziati sui termini della secessione per il territorio dallo stato sovrano. Viene quindi fatta una dichiarazione di indipendenza per un nuovo stato, e possono seguire il riconoscimento internazionale, nonché l'adesione a organizzazioni internazionali come le Nazioni Unite. In caso di referendum non riconosciuti dall'autorità statale centrale, ciò può portare a una dichiarazione unilaterale di indipendenza, e quindi a stati parzialmente riconosciuti o autoproclamati.
Spesso nel caso di un voto contrario all'indipendenza, si sviluppano delle ulteriori richieste per una replica del referendum sull'indipendenza. Ad esempio, dopo due referendum in Québec, il Parti Québécois ha continuato a sollevare la prospettiva di tenere un altro referendum, il Partito nazionale scozzese ha affermato che ci dovrebbe essere una ripetizione del referendum del 2014 se il Regno Unito lasciasse l'Unione Europea.

## Legalità e legittimità[1][2]

### Diritto all'autodeterminazione
La legittimità di un quesito referendario per l'indipendenza di un'entità territoriale rispetto allo stato sovrano di cui fa parte richiama spesso il principio di autodeterminazione di un popolo. Il principio in questione è menzionato nella Carta delle Nazioni Unite del 1945, ma la sua portata e il suo contenuto normativo sono il frutto di successivi contributi della giurisprudenza internazionale. L’ambito in cui il principio ha trovato inizialmente applicazione, grazie all'Assemblea generale dell’ONU, è quello del processo di decolonizzazione, affermando l’idea che le popolazioni soggette a dominazione coloniale abbiano il diritto di determinare liberamente la propria condizione politica e di perseguire liberamente il proprio sviluppo economico, sociale e culturale.
Esempi di applicazione del principio di autodeterminazione possono essere ritrovati nei pareri consultivi della Corte internazionale di giustizia rispetto alla Namibia (1971), sul Sahara occidentale (1975), nonché con la successiva sentenza relativa al caso di Timor Orientale (1995). Per completare il quadro si deve aggiungere la sentenza resa nel 1998 dalla Corte suprema del Canada a proposito della questione del Québec. Dovendo infatti valutare, su richiesta del Governo canadese, la legittimità delle pretese di indipendenza tramite secessione del Québec alla luce del diritto costituzionale canadese e del diritto internazionale, la Corte afferma che il principio in questione si applica ai popoli che si trovino in tre situazioni specifiche: 
- popoli soggetti a dominio coloniale;

- popoli il cui territorio è stato occupato da uno Stato straniero;

- popoli che all’interno di uno Stato sovrano si vedano rifiutare un accesso effettivo all'esercizio del potere di governo;

Il terzo punto risulta essere il più problematico da decifrare perché oltre alla difficoltà di definire l'espressione “popolo”, risulta complessa l'interpretazione di "libero accesso all'esercizio del potere di governo" e di quali siano i suoi limiti.

### Unità territoriale
Il principio di autodeterminazione si scontra direttamente con il limite rappresentato da un altro principio sancito dal diritto internazionale, relativo all'integrità territoriale degli Stati. I confini sono fondamentali per garantire la sopravvivenza degli Stati e la loro salvaguardia, contro secessioni, invasioni e annessioni, è fondamentale per mantenere la sicurezza nazionale e uno status di equilibrio geopolitico nella comunità internazionale.
Generalmente la salvaguardia dell'unità territoriale è uno dei principi fondativi degli Stati e l'integrità dei confini viene garantita attraverso articoli appositi nelle costituzioni degli Stati.

### Politica interna ed estera

#### Dinamiche interne
La legittimità del diritto di autodeterminazione non può non tenere conto dell'assetto interno dei singoli stati interessati e, in particolare, dei limiti al suo esercizio determinati dal diritto costituzionale dei singoli ordinamenti. Nel rispetto al principio di legalità, è dunque alla luce dell’ordinamento costituzionale interno e del contesto politico centrale che deve essere valutata la legittimità di rivendicazioni indipendentiste che infatti, non a caso, hanno ottenuto risposte diverse nel caso di Scozia o Quebec, dove il governo dello stato centrale ha acconsentito allo svolgersi di un referendum popolare, o per contro in Spagna, dove il Tribunale costituzionale e il governo centrale hanno decretato l’illegittimità del referendum medesimo. Spetta quindi alla politica farsi carico di tali situazioni e utilizzare gli strumenti più adeguati per affrontare la questione non altrimenti sanabile sul solo piano della logica giuridica.
- Caso Québec vs. Canada In risposta al referendum sull'indipendenza del Québec del 1995, nel 1998, La Corte Suprema canadese, dopo un'interrogazione formale da parte del governo riguardo alla legalità e legittimità di un referendum di secessione di una regione ha concluso che un territorio canadese non può separarsi unilateralmente, sia secondo il diritto canadese che secondo il diritto internazionale. Tuttavia, il governo del Canada avrebbe dovuto avviare negoziati con il governo del Québec o di un'altra provincia se i suoi cittadini avessero espresso, con una chiara maggioranza, la volontà di separarsi. La corte non ha comunque definito cosa significhi una "maggioranza chiara" e ha lasciato questa interpretazione ai politici. Ciò portò alla stesura della legge sulla chiarezza, un documento di legge che cerca di definire i confini legali di un eventuale referendum di indipendenza per una provincia o un territorio canadese.
- Caso Scozia vs. Regno Unito Nel gennaio 2012, il governo del Regno Unito ha offerto, in risposta alle richieste secessioniste del partito nazionale scozzese, una legislazione per fornire il Parlamento scozzese dei poteri di indire un referendum, purché questo fosse "giusto, legale e decisivo". La consultazione referendaria del 2014 è stata frutto di un accordo di carattere politico tra il governo del Regno Unito e il governo della Scozia, il cosiddetto Accordo di Edimburgo, firmato il 15 ottobre 2012 che ha permesso un trasferimento temporaneo dell'autorità legale di indire il referendum dallo stato centrale alle autorità scozzesi.
- Caso Catalogna vs. Spagna La consultazione referendaria è stata promossa dalla Generalitat de Catalunya in modo unilaterale ed è stata indetta attraverso una legge del Parlamento della Catalogna, secondo cui il voto avrebbe dovuto avere natura vincolante, ma è stato invece contrastato dal governo spagnolo in carica, secondo cui la Costituzione della Spagna non consentirebbe di votare sull'indipendenza di alcuna regione spagnola, rendendo la consultazione quindi incostituzionale. A seguito del ricorso del governo, il Tribunale costituzionale della Spagna ha sospeso cautelativamente, ed in seguito annullato, la legge di indizione, ed ha ordinato il blocco di ogni attività relativa al referendum.

Uno dei metodi perché un territorio veda riconosciuta la propria sovranità passa dunque attraverso l’ottenimento, da parte della precedente autorità statale sovrana, del potere di applicare il diritto di autodeterminazione . Nel caso di Sudan del Sud, riconosciuto nel 2011; di Timor est, riconosciuto nel 2002 e dell'Eritrea nel 1993, le autorità che governano quei territori si sono viste riconoscere la propria sovranità statale, non attraverso un processo politico ma come parte degli accordi di pace che hanno messo fine ai conflitti in cui erano coinvolte.

#### Dinamiche esterne
Parallelamente alle dinamiche interne, un elemento alternativo nel processo di ottenimento di un effettivo status di sovranità su di un territorio dopo l'indizione di un referendum per l'indipendenza, soprattutto se unilaterale, è rappresentato dal riconoscimento internazionale. Il riconoscimento è l'atto politico unilaterale con cui uno Stato attribuisce la condizione di soggetto di diritto internazionale a un altro organismo (un altro Stato o un governo), "riconoscendolo" appunto come tale. Il riconoscimento è determinato dal clima politico internazionale e dalle volontà e strategie geopolitiche degli attori statali della comunità internazionale. L'appoggio di altre entità statali, di particolare peso geopolitico, in un processo unilaterale di secessione ha dimostrato che gli stati possono agire al di fuori del diritto internazionale, rivendicando un inesistente diritto alla secessione, e mettendo in evidenza che in alcune circostanze nel sistema internazionale la politica prevalga sul diritto.
- Caso Kosovo vs. Serbia Il caso del Kosovo ha dimostrato che nonostante la secessione fosse unilaterale, non riconosciuta dalla precedente entità statale (Serbia) e contraria al diritto di integrità territoriale, le particolari condizioni internazionali e i vantaggi geopolitici derivanti dalla sua indipendenza hanno fatto in modo che, dopo la secessione, la sovranità venisse riconosciuta da 111 stati membri delle Nazioni Unite e dalla Repubblica di Cina (Taiwan) rendendolo de facto uno stato sovrano. Molti stati hanno comunque manifestato la loro opposizione alla dichiarazione di indipendenza del Kosovo, in particolare Cina e Russia.

## Storico dei referendum di indipendenza (dal 2006)
| Proposta entità statale | Anno | Stato sovrano         | Maggioranza per l'indipendenza | Raggiungimento dell' indipendenza | Riconoscimento | Note |
| ----------------------- | ---- | --------------------- | ------------------------------ | --------------------------------- | -------------- | --- |
| Montenegro              | 2006 | Serbia e Montenegro   | Sì                             | Sì                                | Sì             | |
| Transnistria            | 2006 | Moldavia              | Sì                             | De facto                          | No             | |
| Ossezia del Sud         | 2006 | Georgia               | Sì                             | De facto                          | No             | |
| Tokelau                 | 2006 | Nuova Zelanda         | Sì                             | No                                | Sì             | Il referendum riguardava l'eventualità che Tokelau diventasse uno stato associato della Nuova Zelanda. Il 60% degli elettori ha approvato, ma era richiesta una maggioranza di 2/3. |
| Tokelau                 | 2007 | Nuova Zelanda         | Sì                             | No                                | Sì             | Il referendum riguardava l'eventualità che Tokelau diventasse uno stato associato della Nuova Zelanda. Il 60% degli elettori ha approvato, ma era richiesta una maggioranza di 2/3. |
| Kosovo                  | 2008 | Serbia                | Sì                             | De facto                          | No             | Indipendenza de facto raggiunta con la dichiarazione del 17 febbraio 2008. 115 stati riconoscono il Kosovo come stato sovrano. La Serbia non lo riconosce, poiché la sua separazione è incostituzionale. Infatti, il territorio della Serbia è esplicitamente indivisibile ed inseparabile, secondo i criteri dell'articolo 8 della costituzione, entrata in vigore nel 2006. |
| Sudan del Sud           | 2011 | Sudan                 | Sì                             | Sì                                | Sì             | L'indipendenza è stata raggiunta il 9 luglio 2011. |
| Porto Rico              | 2012 | Stati Uniti d'America | No                             | No                                | Sì             | |
| Doneck                  | 2014 | Ucraina               | Sì                             | De facto                          | No             | |
| Lugansk                 | 2014 | Ucraina               | Sì                             | De facto                          | No             | |
| Scozia                  | 2014 | Regno Unito           | No                             | No                                | No             | Referendum di indipendenza concordato con il governo centrale di Londra. |
| Catalogna               | 2014 | Spagna                | Sì                             | No                                | No             | |
| Sint Eustatius          | 2014 | Regno dei Paesi Bassi | No                             | No                                | Sì             | Nonostante la maggioranza degli elettori avesse selezionato l'opzione Indipendenza, la scarsa affluenza ha invalidato il voto. |
| Sud Brasile             | 2016 | Brasile               | Sì                             | No                                | No             | Affluenza del 2,91% |
| Porto Rico              | 2017 | Stati Uniti d'America | No                             | No                                | Sì             | Venne proposto un referendum per la scelta tra un rapporto di libera associazione con gli Stati Uniti d'America, l'indipendenza o lo status quo. La maggioranza, il 97.18%, ha votato per la sovranità degli Stati Uniti. |
| Kurdistan               | 2017 | Iraq                  | Sì                             | No                                | No             | Il referendum si è svolto il 25 settembre nei territori contesi del Kurdistan Iracheno, con affluenza al 72% e vittoria del fronte indipendentista al 92,7%. La comunità internazionale non ha riconosciuto la nuova entità, che pochi giorni dopo il referendum è tornata sotto il controllo dello stato centrale mediante la mobilitazione dell'esercito nella regione. |
| Catalogna               | 2017 | Spagna                | Sì/no                          | No                                | No             | Il 27 ottobre 2017, il parlamento della Catalogna approvò, a scrutinio segreto, una risoluzione, senza effetti giuridici, per dichiarare unilateralmente la formazione di una Repubblica catalana. La presunta dichiarazione d'indipendenza non fu riconosciuta dalla comunità internazionale e il governo spagnolo continuò a considerare la Catalogna come parte del suo territorio sovrano e assunse pacificamente il controllo diretto della comunità autonoma dal 28 ottobre attraverso l'articolo 155 della Costituzione, lasciando quindi invariata la sovranità della Spagna. Il 31 ottobre 2017, la Corte costituzionale spagnola revocò formalmente la presunta dichiarazione d'indipendenza con effetto retroattivo. |
| Sud Brasile             | 2017 | Brasile               | Sì                             | No                                | No             | Seconda edizione del referendum. Affluenza del 1,72% |
| Nuova Caledonia         | 2018 | Francia               | No                             | No                                | Sì             | Il 4 novembre 2018 si è tenuto il primo referendum per l'indipendenza, in cui il 56,4% degli elettori ha scelto di rimanere francese.Un secondo referendum indipendentista si è svolto il 4 ottobre 2020 ed è stato respinto dal 53% degli elettori.Il terzo referendum si è svolto il 12 dicembre 2021,e ha confermato l'esito sfavorevole all'indipendenza con il 96% dei voti; tale votazione, l'ultima prevista dall'accordo del 1998, è stata tuttavia caratterizzata da una bassa affluenza, dovuta al boicottaggio da parte delle forze indipendentiste, le quali hanno dichiarato di non riconoscere la validità di tale referendum a causa del rifiuto del governo francese di rinviare il voto al 2022.               |
| Bougainville            | 2019 | Papua Nuova Guinea    | Sì                             | Soggetto a negoziazione           | Sì             | La votazione si è svolta dal 23 novembre al 7 dicembre 2019. Il voto non è vincolante e il governo della Papua Nuova Guinea avrà l'ultima parola sul risultato. |